# Derrick Gray
Derrick Gray (11 de noviembre de 1985 en Silver Spring, Maryland) es un jugador profesional de fútbol americano juega la posición de defensive end actualmente es agente libre. Firmó como agente libre para Oakland Raiders en 2008. Jugo como colegial en Texas Southern.
También participó con California Redwoods en la United Football League y Calgary Stampeders de la Canadian Football League.